# Centro-esquerda
Centro-esquerda é um termo político utilizado para descrever indivíduos, partidos políticos ou organizações que se encontram entre o centro e a esquerda no espectro ideológico, dentro do conceito da existência de uma Esquerda e Direita (política), com foco na promoção da justiça social dentro do establishment.
O termo pode se referir à esquerda do centro num país específico ou num hipotético espectro político global. Uma das ideologias que se colocam como centro-esquerda é a social-democracia, que tem origem no socialismo, porém que ganhou nova roupagem com o advento da chamada Terceira Via, linha de pensamento contemporâneo que foi discutida para modernizar a divisão direita-esquerda.
Associada com a centro-esquerda estão algumas bandeiras tais como o reformismo, o ambientalismo e outras políticas chamadas progressistas.

## Partidos de centro-esquerda
| País           | Partido                                               | Situação                              |
| -------------- | ----------------------------------------------------- | ------------------------------------- |
| África do Sul  | Congresso Nacional Africano                           | Governo (Cyril Ramaphosa)             |
| Alemanha       | Partido Social-Democrata                              | Governo (Olaf Scholz)                 |
| Alemanha       | Aliança 90/Os Verdes                                  | Governo (Aliança com Olaf Scholz)     |
| Angola         | Movimento Popular de Libertação de Angola             | Governo (João Lourenço)               |
| Argentina      | Partido Justicialista                                 | Oposição                              |
| Argentina      | União Cívica Radical                                  | Oposição                              |
| Austrália      | Partido Trabalhista                                   | Oposição                              |
| Áustria        | Partido Social-Democrata                              | Oposição                              |
| Áustria        | Os Verdes - Alternativa Verde                         | Oposição                              |
| Brasil         | Partido da Mobilização Nacional                       | Extraparlamentar                      |
| Brasil         | Partido dos Trabalhadores                             | Governo (Lula)                        |
| Brasil         | Partido Comunista do Brasil                           | Governo (Lula)                        |
| Brasil         | Partido Democrático Trabalhista                       | Governo (Lula)                        |
| Brasil         | Cidadania                                             | Governo (Lula)                        |
| Brasil         | Partido Socialista Brasileiro                         | Governo (Lula)                        |
| Brasil         | Partido Verde                                         | Governo (Lula)                        |
| Canadá         | Novo Partido Democrático                              | Oposição                              |
| Canadá         | Partido Liberal do Canadá                             | Governo (Justin Trudeau)              |
| Canadá         | Partido Quebequense                                   | Oposição                              |
| Chile          | Partido Socialista do Chile                           | Oposição                              |
| Colômbia       | Partido Liberal Colombiano                            | Oposição                              |
| Espanha        | Partido Socialista Operário Espanhol                  | Governo (Pedro Sánchez)               |
| Estados Unidos | Partido Democrata                                     | Oposição                              |
| Estados Unidos | Partido Verde                                         | Oposição                              |
| Finlândia      | Partido Social Democrata da Finlândia                 | Oposição                              |
| França         | Partido Socialista                                    | Oposição                              |
| França         | Partido Radical de Esquerda                           | Oposição                              |
| Grécia         | Esquerda Democrática                                  | Oposição                              |
| Grécia         | Movimento de Socialistas Democratas                   | Extra-parlamentar                     |
| Grécia         | Movimento Socialista Pan-Helênico                     | Oposição                              |
| Grécia         | O Rio                                                 | Oposição                              |
| Índia          | Partido do Congresso Nacional                         | Oposição                              |
| Israel         | Partido Trabalhista                                   | Oposição                              |
| Israel         | Kadima                                                | Oposição                              |
| Israel         | Meretz                                                | Oposição                              |
| Itália         | Partido Democrático                                   | Oposição                              |
| Itália         | Partido Socialista Italiano                           | Oposição                              |
| Jamaica        | Partido Nacional Popular                              | Oposição                              |
| Japão          | Partido Democrático do Japão                          | Oposição                              |
| Japão          | Partido Social Democrata                              | Oposição                              |
| México         | Partido Revolucionário Institucional                  | Oposição                              |
| México         | Partido da Revolução Democrática                      | Oposição                              |
| Noruega        | Partido Trabalhista Norueguês                         | Oposição                              |
| Noruega        | Partido Verde                                         | Oposição                              |
| Países Baixos  | Partido do Trabalho                                   | Governo (aliança com o VVD)           |
| Países Baixos  | Democratas 66                                         | Oposição                              |
| Palestina      | Fatah                                                 | Governo (Mahmoud Abbas)               |
| Paquistão      | Partido Popular do Paquistão                          | Oposição                              |
| Peru           | Partido Nacionalista Peruano                          | Oposição                              |
| Portugal       | Partido Socialista                                    | Oposição                              |
| Reino Unido    | Partido Trabalhista                                   | Oposição                              |
| Rússia         | Partido Social Democrata Russo                        | Oposição                              |
| Rússia         | Rússia Justa                                          | Oposição                              |
| Sérvia         | Partido Democrático                                   | Oposição                              |
| Suécia         | Partido Operário Social-Democrata da Suécia           | Governo (Stefan Löfven)               |
| Taiwan         | Partido Democrático Progressista                      | Governo (Tsai Ing-wen)                |
| Timor-Leste    | Congresso Nacional para a Reconstrução de Timor-Leste | Governo (aliança com Taur Matan Ruak) |
| Turquia        | Partido Republicano do Povo                           | Oposição                              |
| Uruguai        | Frente Ampla                                          | Oposição                              |
| Venezuela      | Ação Democrática                                      | Oposição (coalizão com o MUD)         |
| Venezuela      | Primeiro Justiça                                      | Oposição (coalizão com o MUD)         |
| Venezuela      | Um Novo Tempo                                         | Oposição (coalizão com o MUD)         |
| Zâmbia         | Frente Patriótica                                     | Governo (Edgar Lungu)                 |

## Correntes
- Social-democracia
- Reformismo
- Trabalhismo